# Автошлях Т 0403
Автошля́х Т 0403 — автомобільний шлях територіального значення у Дніпропетровській та Херсонській областях. Пролягає територією Апостолівського, Нововоронцовського та Бериславського районів через Мар'янське — Нововоронцовку — Берислав. Загальна довжина — 98,8 км.

## Маршрут
Автошлях проходить через такі населені пункти:
| Автошлях Т 0403          |        |
| Дніпропетровська область |        |
| Апостолівський район     |        |
| Мар'янське               | Н23    |
| Херсонська область       |        |
| Нововоронцовський район  |        |
| Нововоронцовка           |        |
|                          | Т 2207 |
| Дудчани                  |        |
| Бериславський район      |        |
| Милове                   |        |
| Берислав                 | Т 2207 |
|                          | E58Р47 |